# کجره
کجره یا ساحره (به هندی: कजरारे) فیلمی بالیوود است که در تاریخ ۱۵ اکتبر ۲۰۱۰ اکران شد. این فیلم به کارگردانی پوجا بات و با بازی هیمش رشامیا و بازیگر پاکستانی سارا لورن ساخته شده است. فیلم با محوریت چگونگی پیدا کردن یک عشق واقعی بنا شده است. این نخستین فیلم هندی است که در پترا فیلمبرداری می‌شود. 

## داستان
فیلم درباره یک خواننده‌ای است که با دو هویت متفاوت عاشق یک رقاص کاباره می‌شود.   

## موسیقی متن
موسیقی متن این فیلم در ۳۰ مه ۲۰۱۰ منتشر شد. این آلبوم دارای ۷ آهنگ و ۴ ریمیکس است. همه آهنگ ها توسط هیمش رشامیا با شعر سامر ساخته و سروده شده است.  